# Михайлов (город)
Миха́йлов — город (с 1778) в России, административный центр Михайловского района Рязанской области. 

## Физико-географическая характеристика

### Географическое положение
Город расположен у восточного подножия Среднерусской возвышенности, на берегу реки Проня (приток Оки); в 68 км к юго-западу от областного центра города Рязани.
Город занимает площадь в 8 км². Средняя высота центра города 166 м над уровнем моря. Город находится к юго-западу от федеральных автодорог Р-22 «Каспий» и Р-132 «Золотое кольцо».
Главной рекой города является Проня, протекающая с запада на юго-восток через  город. В черте города в неё впадает несколько ручьёв.

### Климат
Климат умеренно континентальный, характеризующийся тёплым, но неустойчивым летом, умеренно-холодной и снежной зимой. Ветровой режим формируется под влиянием циркуляционных факторов климата и физико-географических особенностей местности. Атмосферные осадки определяются главным образом циклонической деятельностью и в течение года распределяются неравномерно.
Согласно статистике ближайшего крупного населённого пункта г. Рязани, средняя температура января −7.0 °C (днём) / −13.7 °C (ночью), июля +24.2 °C (днём) / +13.9 °C (ночью).
Осадков около 553 мм в год, максимум летом.
Вегетационный период около 180 дней.

## История
| Период    | Вхождение в состав             | Статус          |
| --------- | ------------------------------ | --------------- |
| 1551—1708 | Русское царство                | Крепость        |
| 1708—1719 | Московская губерния            | Уездный город   |
| 1719—1778 | Переяслав-Рязанская провинция  | Уездный город   |
| 1778—1796 | Рязанское наместничество       | Уездный город   |
| 1796—1924 | Рязанская губерния             | Уездный город   |
| 1924—1929 | Скопинский уезд                | Волостной центр |
| 1929—1929 | Центральнопромышленная область |                 |
| 1929—1930 | Рязанский округ                |                 |
| 1930—1937 | Московская область             |                 |
| 1937—1942 | Рязанская область              |                 |
| 1942—1946 | Московская область             |                 |
| c 1946    | Рязанская область              | Районный центр  |

### Доисторический период
Михайлов — один из древнейших городов земли рязанской. В первом тысячелетии нашей эры на берегах реки Проня проживало финно-угорское племя мещера. В это же время сюда стали проникать славянские племена, в основном вятичи. Часть мещерских племён отошла на север, за Оку, часть смешалась со славянскими племенами.
При раскопках в черте Михайлова найдены бронзовая гребёнка с финским орнаментом, вятическая височная подвеска, пряслица и многочисленные предметы из славянской керамики. Очевидно, в древности на территории современного Михайлова существовал посёлок мещеры, а затем здесь поселились вятичи, о чём говорят раскопки курганов чисто вятического типа и названия некоторых населённых пунктов. Так, например, нынешние Гладкие Выселки до начала XX века назывались Мещёрскими Выселками.

### Основание города
Время возникновения Михайлова точно не известно. Данные по этому вопросу крайне противоречивы.
Н. В. Любомудров приписывал основание города новгородскому князю Рюрику Ростиславовичу, опираясь на сообщение, содержащееся в «Истории российской» В. Н. Татищева, по которому в 1137 году по пути из Новгорода в Киев князь Рюрик, узнав о рождении сына, нарёк его «во имя дедне Ростислав, а во святом крещении Михаил» и основал на том месте «град во имя его и церковь святого Михаила».
Возражая Н. В. Любомудрову, А. Л. Монгайт указывает, что, во-первых, у В. Н. Татищева, видимо, говорится о построении г. Ростиславля, а, во-вторых, Михайлов на Проне находится далеко в стороне от пути из Новгорода в Киев.
Воздвиженский Т. Я. считал, что город получил название по церкви. Согласно преданию, церковь строилась одновременно с городом и была освящена во имя Архангела Михаила — непобедимого предводителя небесного воинства, икону которого нашли при расчистке места для церкви.
Попытки связать название города с каким-либо князем по имени Михаил исходят из недосказанного предположения, что населённый пункт существовал задолго до XVI в.
Некоторые исследователи связывают название города с именем пронского князя Кир-Михаила Всеволодовича (1206—1217). Заимствованное из греческого языка слово кир («господин») употреблялось по отношению к лицам, занимавшим высшие церковные должности. Однако такое наименование города, как Кир-Михайлов, вопреки утверждению В. А. Никонова, не отмечено в памятниках письменности.

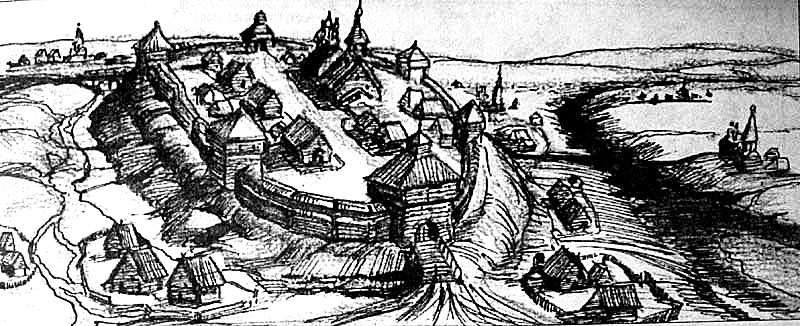
Реконструкция вида города-крепости Михайлова в конце XVI — начале XVII веков.
Автор: Бучнев Ю. В.

В Воскресенской летописи, относящейся к концу XIV — началу XV веков, в списке рязанских городов указывается также Михайлов. Однако нельзя с уверенностью считать, что это тот же Михайлов на Проне, хотя, как отмечает А. Л. Монгайт, найденная на территории Михайловского кремля керамика относится к этому времени и позднейшему — до XVII в.
В различных источниках указываются также и другие даты возможного основания:
1172 год и 1238 год.
Уездный город Михайлов упоминается под именем «Михайлова поля» в качестве вотчины, пожалованной в XIV веке великим князем Олегом Рязанским Ивану Мирославовичу.

### XVI век
В XVI веке Михайлов является важным оборонительным пунктом. Кольчуги, железные наконечники стрел и сабли, найденные здесь, говорят о героической борьбе михайловцев с многочисленными врагами.
Так, в 1534 году вблизи Михайлова, при урочище Красная Горка, между нынешним городом, Стрелецкими Выселками и Кумовой горой произошла битва между войсками крымского хана Сахиб Герая, ежегодно опустошавшими русские владения на р. Проне, и московскими войсками во главе с князьями С. И. Микулинским и Ф. И. Татевым. Кровопролитное сражение, длившееся несколько дней, закончилось полным разгромом татарских орд.
В 1546 году Михайлов уже упоминается в числе укреплённых городов так называемой «засечной черты».
Указ Ивана Грозного от 1551 года об основании города-крепости Михайлова относится к периоду активных мер по укреплению южных границ Русского государства.

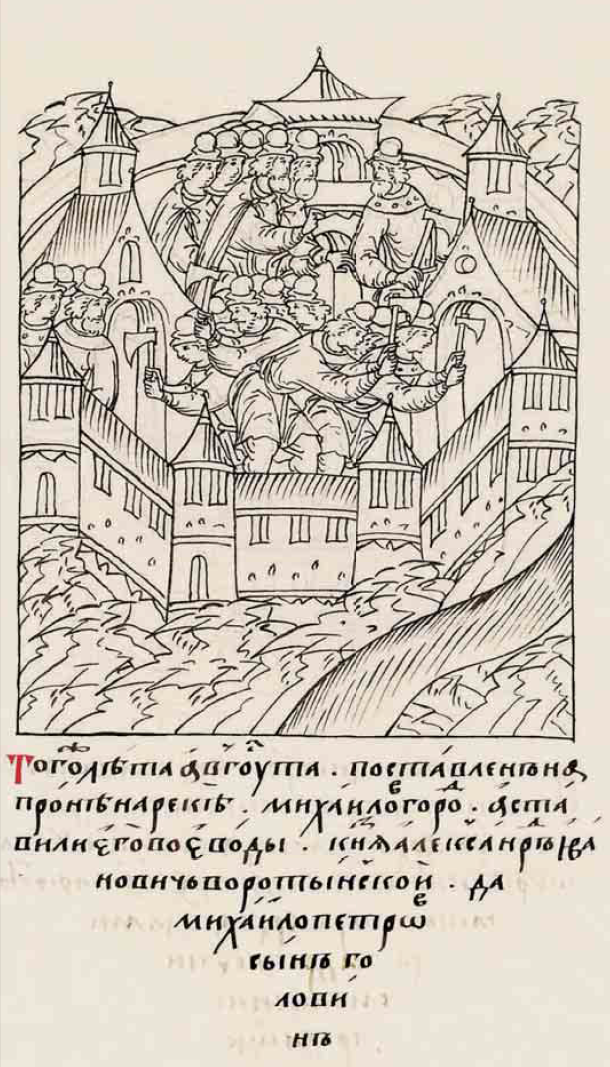
Город Михайлов Лицевой летописный свод (книга 20, стр. 495), подпись под изображением: Того же лета (7559), августа, поставленъ на Проне, на реке, Михайловъ городъ, а ставили его воеводы князь Александръ Ивановичъ Воротынской, да Михайло Петровъ сынъ Головинъ.

В Никоновской летописи имеется такая запись:
Того же лета (1551), августа поставлен на Проне, на реке, Михайловъ городъ, а ставили его воеводы князь Александръ Ивановичъ Воротынской, да Михайло Петровъ сынъ Головинъ
Царь Иван Грозный был доволен местом, удобным «от напрыска вражьего». Выбор места на солнечном (левом) берегу над рекой (так называемая «красная сторона») во многом схож с Московским Кремлём, древними центрами Владимира, Костромы, Калуги и многих других городов Руси.
Город имел хорошую естественную защиту от врагов. С высокого холма, где находился Михайловский кремль, далеко просматриваются окрестности. С юга от неприятеля заслоняла полноводная река, с востока — река и Чёрная гора, с запада — глубокий овраг и Голубая гора. Город окопан глубоким рвом. Ров опоясывался дубовым частоколом в виде колод, врытых в землю. В стене крепости находились семь глухих (без ворот) башен: одна сторожевая, остальные — оборонного значения.
Там, где ныне спуск с Красной площади к мосту, стояла Тайничная башня; отсюда был тайный ход к реке за водой в случае осады. Все военные запасы — оружие и зелье (порох), пушечные припасы — хранились в амбарах и погребах. На вооружении гарнизона крепости имелись пищали, пистоли, заступы, самопалы, латы, железные и каменные ядра, свинец, горючая сера, дубовые колья и другие.
Население города в основном состояло из стрельцов, пушкарей, плотников, казаков, кузнецов, воротников, ямщиков для провода послов, гонцов, должностных лиц и районных людей. Все они, так или иначе, занимались охраной южных рубежей государства, несли караульную службу, поддерживали в надлежащем порядке укрепления крепости. В то же время они вели сельское хозяйство и не гнушались торговым промыслом.
С годами Михайлов рос и расширялся. За городскими стенами постепенно возникли посадские слободы — Стрелецкая, Казачья, Охотная и другие. В центре древнего Михайлова по обе стороны Соборной горы сохранились остатки некогда мощного крепостного вала.

### XVII век
В Смутное время, михайловцы, вместе с другими городами Рязанского края, приняли участие в Восстании Болотникова.
В 1612 году городом завладел один из атаманов казачьего войска Заруцкий, который сблизился с Мариной Мнишек и хотел посадить на Московский трон её сына. Опустошив Михайлов, Заруцкий ушёл из города в Епифань, оставив здесь своего воеводу. Но вскоре горожане миром схватили этого воеводу и его вольных казаков, посадили их в тюрьму и обратились за помощью в Зарайск и Рязань. Но Заруцкий уже не возвращался в Михайлов.
В 1618 году польский королевич Владислав, претендуя на русский престол, с войском двинулся на Москву. Один из его отрядов под начальством запорожского гетмана Сагайдачного, разграбив Ливны, Елец, Лебедянь, подошёл к Михайлову. 10 дней продолжалась осада и борьба за город. Но все приступы были отбиты небольшим гарнизоном крепости и жителями города. Сагайдачный вынужден был снять осаду и уйти из-под стен города.
В феврале 1640 года к царю Михаилу Романову прибыли послы польского короля Стахорский и Раецкий и подали ему «Затруднительную статью» о запорожских черкассах. В ней излагалась жалоба на изменников казаков, незаконно заселивших новые слободы царского Величества в степи под Михайловом, под Гремячим. Московский царь протест польских послов оставил без ответа. Он посчитал правильным предоставление убежища казакам, спасавшимся от преследования поляков. Так в Михайлове появились  казаки, которых называли черкассами, по названию города Черкассы. В Михайлове образовалась Черкасская слобода. Она находилась примерно там, где улица сейчас Береговая и Карла Маркса.
В XVII веке Михайлов входил во Владимирскую четь.

### XVIII век
С возрастанием могущества России и расширением её границ, Михайлов утратил своё стратегическое значение как пограничная крепость.
В 1708 году в результате Петровских областных реформ Михайлов становится уездным городом Московской губернии, а с 1719 года — одним из четырёх уездных городов Переяслав-Рязанской провинции Московской губернии.
При Петре I вместо 20 пушек в Михайлове осталась только одна. Бывшие служилые люди стали пашенными солдатами (государственными крестьянами). Позже потомки бывших солдат стали выселяться из городских слобод поближе к своим полям и образовали 14 сёл и деревень: Виленки, Ижеславль, Новопанское, Пушкари, Рачатники, Серебрянь, Стрелецкие Выселки, Стубле и др. Там возникли усадьбы, строились барские хоромы, расширялись поместья. Новые графы и князья стали хозяевами этих мест. Сам город Михайлов начал перестраиваться по новому плану, утверждённому Екатериной II, написавшей на нём: «Быть по сему».
В 1778 году Переяслав-Рязанская провинция стала именоваться Рязанским наместничеством, а в 1796 году Рязанской губернией. Михайлов при этом не потерял статус уездного города.
По генеральному плану 1780 года Михайлов получил форму квадрата с каждой стороной примерно в 900 м. Расположение улиц по этому плану в основном сохранилось в центре города до наших дней.

### XIX век
Через Михайлов проходил один из самых больших гужевых путей от Воронежа и Ельца на Зарайск и Коломну.
Гужевой транспорт требовал заготовки корма для лошадей, помещений и довольствия для людей, запасов перевозочных приспособлений и мастерских для их изготовления и починки. Всё это поддерживало торговлю и промышленность городского населения.
Постройка железных дорог, связавших чернозёмную полосу с Москвой, нанесла сильный удар городу, обороты его значительно сократились. Наиболее предприимчивые и состоятельные купцы поспешили перенести свою деятельность к станциям железных дорог и в Михайлове остались только те торговцы, которые не могли принимать активного участия в торговле. Застой в делах привели город к значительному упадку.
Только с проведением через Михайлов железной дороги, в нём вновь начала оживляться торговля и промышленность, развилась скупка хлебов, появились шасталки и другие промышленные предприятия, открыто отделение русского торгово-промышленного банка и прочие.
В 1860 году в Михайлове была бумажно-ткацкая фабрика.
Накануне отмены крепостного права (1861) в уезде, как и по всей губернии, участились выступления крестьян против произвола помещиков, невыносимо тяжёлых оброков и платежей. Расследовать причины погромов и поджогов помещичьих имений в Михайловском уезде выезжал Рязанский вице-губернатор М. Е. Салтыков-Щедрин.
В конце XIX века в городе и близлежащих сёлах появился новый вид промысла — кружевоплетение.
Михайловские кружева украшали наряды жителей Тамбовской, Тульской, Орловской губерний, юга России и Малороссии. К началу 1880 года в уезде было 2 тысячи кружевниц, в 1896 году — более 3-х тысяч, к 1914 году — 10 тысяч. В 1882 году изделия из кружева появились в Москве на выставке, получили премии.
Мещане города занимались съёмкой садов.
Торгово-промышленный оборот Михайлова достигал 1,6 млн рублей при 144 предприятиях; из этой суммы на долю торговли падает 1,5 млн рублей при 167 предприятиях.
Промышленность города ограничивалась небольшим кожевенным заводом.
В 1897 году в городе 9 церквей.
В соборной церкви хранилась чтимая икона архистратига Михаила, обретённая в 1551 г., при постройке городского укрепления и расчистке места под постройку церкви.

### XX век
С приходом к власти в России большевиков, 29 декабря 1917 года, прошёл первый уездный съезд Советов рабочих и крестьян, который взял власть в городе в свои руки.
В 1918 году, в тяжёлое время гражданской войны и наступившей экономической разрухи, в городе была открыта учительская семинария, а осенью 1919 года, — детская государственная музыкальная школа. Дальнейшая судьба Михайлова и района в 20—30-х годах мало чем отличалась от судеб многочисленных городов страны.
Коллективизация в городе началась осенью 1929 года. Первые тракторы появились в районе в 1928 году, первые комбайны — в 1934 году, первая МТС была создана в 1930 году.
Великая Отечественная война
В первые месяцы Великой Отечественной войны Михайлов приобрёл в планах немецкого командования значение важного стратегического пункта. Войска фашистской армии «Центр» должны были овладеть им и прорваться через Каширу к Москве. Немецко-фашистские захватчики сбрасывали с воздуха сотни тонн смертоносного груза на мирные города и сёла. В начале октября из Михайлова началась эвакуация хлеба, скота, машин, оборудования в глубокий тыл.
Город опоясали противотанковые рвы, на улицах и площадях появились надолбы и ежи, в подвалах зданий оборудовались бойницы для пулемётов и противотанковых ружей, бомбоубежища, возводились доты и дзоты. В их сооружении участвовали подростки, женщины, старики. 24 ноября показались первые мотоциклисты, бронетранспортёры, танки. Оккупация продолжалась 13 дней.
6 декабря 1941 года началась Тульская наступательная операция. И уже к 9 часам утра 7 декабря город был полностью освобождён от фашистов 10-й армией (частями 328-й и 330-й стрелковых дивизий) под командованием генерал-лейтенанта Ф. И. Голикова. Первыми в город ворвались подразделения 328-й стрелковой дивизии, в составе подразделений которой при этом действовали и воины 330-й дивизии. Случилось так, что посланный в штаб дивизии верховой связист Когтин с донесением о взятии города не нашёл штаба дивизии, и донесение вернулось. В это время 330-я дивизия по радио сообщила в штаб армии о взятии города, якобы только её подразделениями.  Это в дальнейшем сказалось на точности освещения событий за город Михайлов

## Официальные символы

### Герб

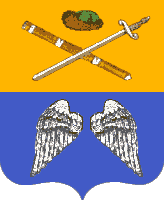
Современный герб Михайлова, 1779 г.

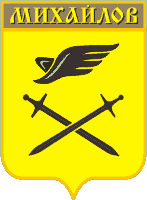
Неофициальный герб города в Советский период.

Герб Михайлова утверждён 29 марта (9 апреля) 1779 года. В то время гербы всех уездных городов приобрели особую двухчастную форму, отражавшую административное устройство государства: в верхней, главенствующей, половине щита помещалась эмблема наместничества, и лишь в нижней, подчинённой, половине щита — собственная эмблема города.
В верхней, главенствующей, половине щита — скрещённые меч и ножны (герб Рязанского наместничества).
в нижней, подчинённой, половине щита — «в голубом поле, по имени сего города, два крыла Михаила Архангела» собственная эмблема города.
Вокруг щита — красивый древнерусский орнамент.
В гербе Михайлова отразился и особый геральдический приём, когда для лаконичности вместо целого изображается лишь его символическая часть.
Поэтому в верхней половине герба вместо всего рязанского князя изображены только его шапка и оружие (скрещённые меч и ножны), а в нижней половине вместо Архангела Михаила — только два его крыла так, как они обычно изображаются в иконописи — распростёртыми вниз.
Необходимость помещения в михайловском гербе одних только крыльев продиктована и тем обстоятельством, что полное изображение Архангела Михаила уже есть в древнем гербе г. Киева, покровителем которого он считается, и в гербе г. Архангельска.
Такое символическое сходство позволяет считать Михайлов, в своём роде, побратимом этих древнерусских городов.
В XIX веке верхняя половина Михайловского герба с губернскими атрибутами постепенно сократилась до размеров 1/3 щита, а после геральдической реформы была и вовсе отменена, и заменена «вольной частью» — особым квадратом в верхнем углу щита, в которой помещался герб губернии.
В 1862 году был составлен новый герб города. Эмблема герба сохранялась, но изменялось её начертание: крылья изображались на европейский манер — распростёртыми вверх, с растопыренными орлиными перьями.
Герб получился эффектным, однако утрачивалась его символическая первооснова — образ Архангела Михаила. Император Александр II не утвердил новые проекты рязанских гербов, и они дошли до нас в первозданном виде.
В каталоге гербов приводится вариант неофициального герба советских времён: на золотом щите чёрные крылья и скрещённые мечи.

### Гимн
Слова к гимну города были написаны Н. Б. Ченкиной на музыку Н. Макеевой.

## Население
| 1856    | 1859    | 1897    | 1913    | 1926    | 1931    | 1939    | 1959    | 1970    |
| ------- | ------- | ------- | ------- | ------- | ------- | ------- | ------- | ------- |
| 4500    | ↗5016   | ↗9162   | ↗9500   | ↗11 708 | ↗13 000 | ↘6538   | ↗7693   | ↗14 198 |
| 1979    | 1989    | 1992    | 1996    | 1998    | 2000    | 2001    | 2002    | 2003    |
| ↘14 158 | ↗15 302 | ↘15 300 | ↘15 100 | ↘14 900 | ↘14 700 | →14 700 | ↘13 295 | ↗13 300 |
| 2005    | 2006    | 2007    | 2008    | 2009    | 2010    | 2011    | 2012    | 2013    |
| ↘13 000 | ↘12 900 | ↘12 800 | ↘12 700 | ↘12 675 | ↘11 784 | ↗11 800 | ↘11 538 | ↘11 267 |
| 2014    | 2015    | 2016    | 2017    | 2018    | 2019    | 2020    | 2021    | 2023    |
| ↘11 046 | ↘10 807 | ↘10 539 | ↘10 340 | ↘10 174 | ↘10 072 | ↘9891   | ↗10 303 | ↘10 085 |

На 1 января 2025 года по численности населения город находился на 923-м месте из 1124 городов Российской Федерации.

## Местное самоуправление
Главы городского поселения
- c 01.03.2009 : Медведев Вячеслав Николаевич — глава городского поселения[43].
- c 10.10.2010 : Фролов Михаил Александрович — глава городского поселения[44].

## Микрорайоны города
Населённые пункты в составе города:
- п. Классон,
- с. Лещенка,
- п. Электрик,
- п. Электрострой,
- п. Первомайский.

## Экономика
Цементная промышленность
Крупнейшим предприятием является производственное объединение «Михайловцемент», состоявшее из двух заводов, вырабатывающих цемент: завода «Спартак», основанного в 1913 году и завода «Михайловский», построенного в 1963 году при технической помощи ГДР.
Цемент шёл на возведение Каширской ГРЭС, на строительство станций Московского метрополитена, на возведение плотин, гидроэлектростанций, бетонирование энергоблоков первых АЭС, на сооружение крупнейшей в мире Асуанской плотины на реке Нил в Египте, на возведение спортивных объектов Московской Олимпиады.
В 1997 году завод «Спартак» был признан банкротом и демонтирован. В 2013 году на базе Михайловско-Октябрьского цементного кластера введён в эксплуатацию новый Серебрянский цементный завод, принадлежащий холдингу «Базэлцемент».
Пищевая промышленность
- Молочный комбинат.

## Транспорт
Город является одним из важных железнодорожных узлов на участке Ожерелье — Павелец Рязано-Уральского хода Московской железной дороги.
Через Михайлов проходят федеральные автомобильные дороги:
- Р132 «Золотое кольцо»,
- E 119 Р22 «Каспий».

Город связан регулярным автобусным сообщением с Рязанью, Москвой, Тулой, Белгородом, Орлом, работает регулярное внутригородское сообщение.

## Наука и образование
В 1903 году в городе открылась женская частная гимназия Ф. Д. Твердовой.
В настоящее время в Михайлове работают три общеобразовательные школы, школа интернат и детская школа искусств имени В. И. Агапкина.
Средние специальные учебные заведения представлены Михайловским экономическим колледжем-интернатом и Михайловским технологическим техникумом имени А. Мерзлова

## Культура и искусство
В городе функционирует школа искусств имени В. И. Агапкина. В 2003 году введён в эксплуатацию Муниципальный культурный Центр, работают две городские библиотеки.
Главным культурным и краеведческим центром города является Михайловский исторический музей.
Здание в котором располагается музей, было построено в 1910 году. Михайловский исторический музей на правах филиала областного музея открыт для посещения в 1979 году будучи преобразованным из школьного.
Основной причиной для открытия музея в г. Михайлов послужило то обстоятельство, что город и район один из тех, на территории которого в ноябре и декабре 1941 года шли бои с немецко-фашистскими захватчиками. Экспозиция школьного и народного музея, посвящённая Анатолию Мерзлову, на его родине составили основу открытого филиала. Указом Президиума Верховного Совета СССР от 13 декабря 1972 года А. А. Мерзлов посмертно награждён орденом «Знак Почета» за отвагу и мужество, проявленные при спасении народного добра.
Основатели музея: Борис Иванович Катагощин (1901—1984) и Юрий Васильевич Бучнев (1934—2016).

## Архитектура и достопримечательности
Память о Великой Отечественной войне

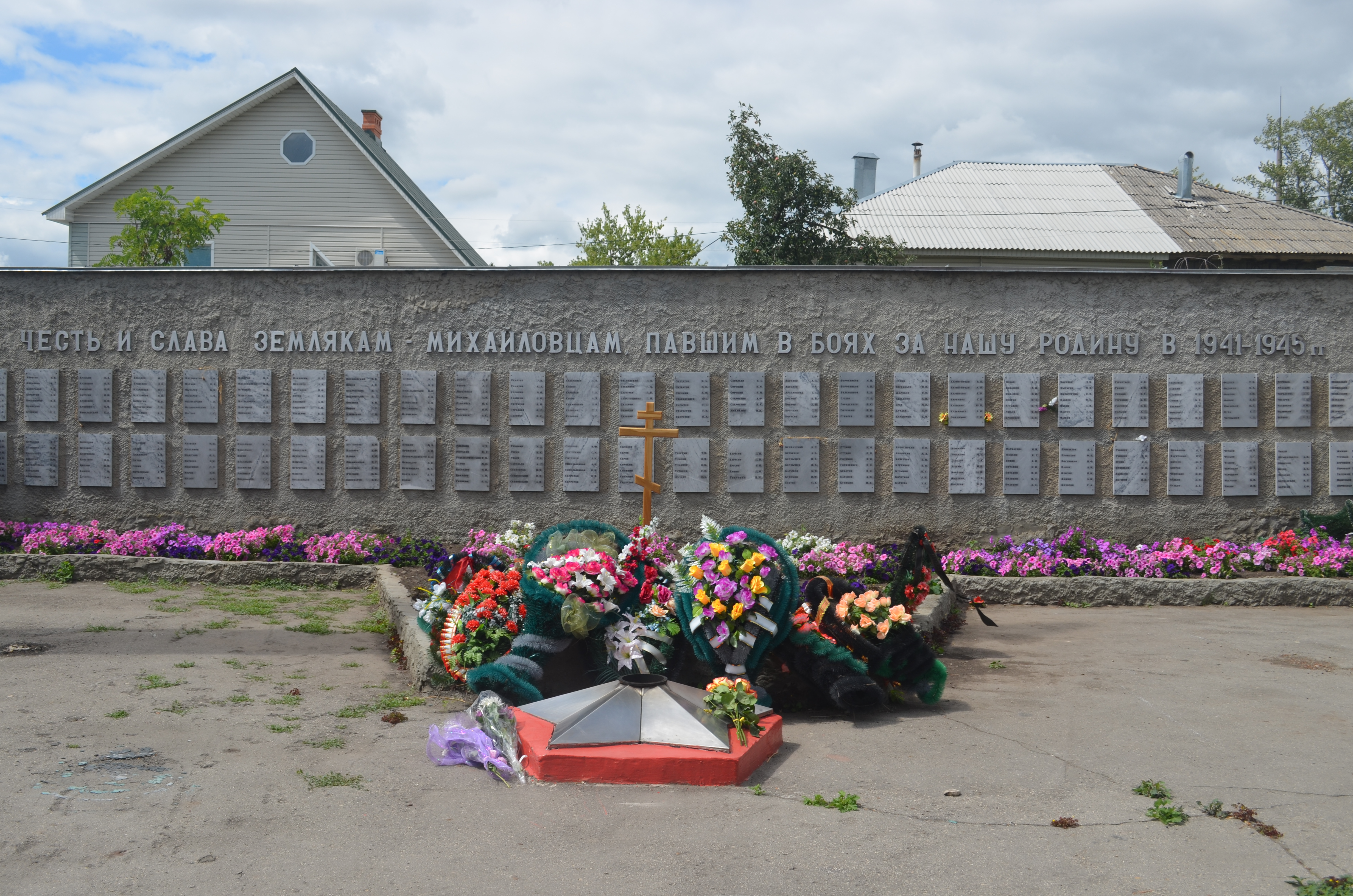

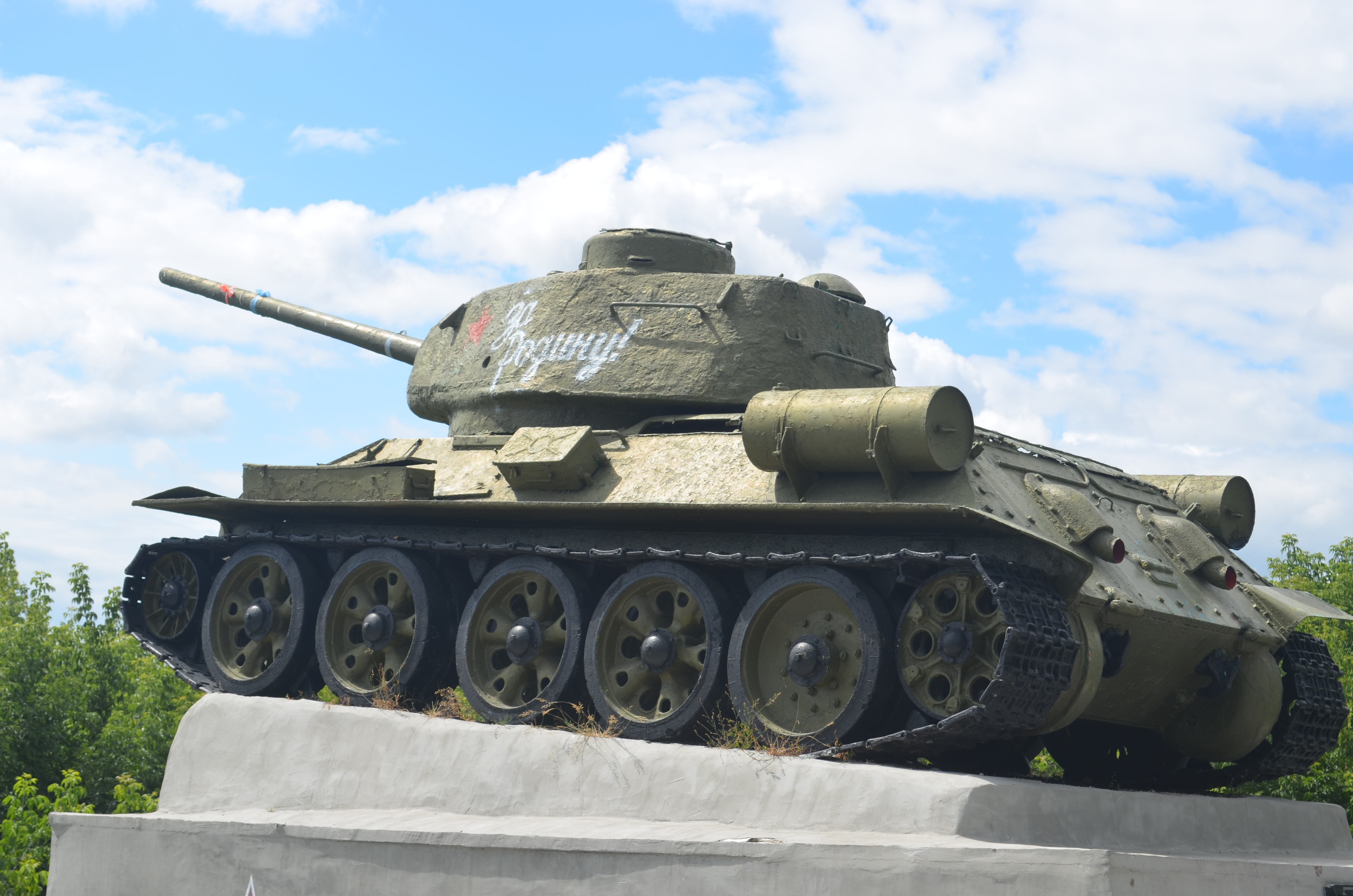
Памятник Т-34 у вечного огня. Обращён на запад, откуда происходило вторжение.

На территории города и района несколько братских могил советских воинов. Они отмечены обелисками (в Плотниках, Козловке, на станции Михайлов, на Чёрной горе, Октябрьской площади и других местах) и мемориальными досками.
На Красной площади в центре города сооружён архитектурный комплекс «Никто не забыт, ничто не забыто» с Вечным огнём и величественной стеной, на мемориальных досках которой значатся имена более 400 горожан, отдавших жизнь за свободу и независимость Родины.
Две городские улицы названы в память о Ф. И. Голикове и А. П. Воеводине.
Здание уездного земства

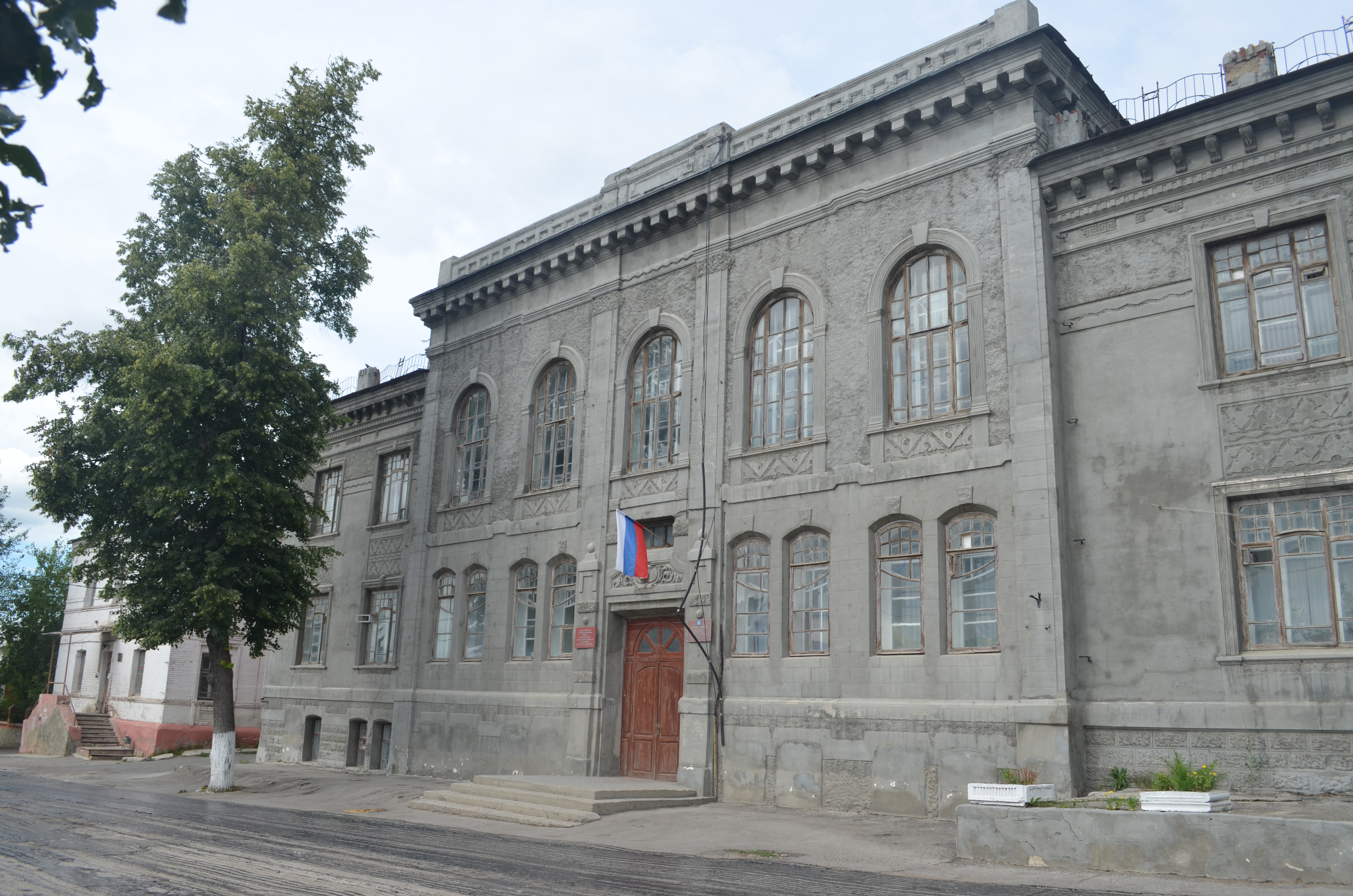

Здание уездного земства построено в 1912 г. архитектором А. А. Бантле. Является образцом провинциального модерна. В настоящее время здесь располагается Администрация города.

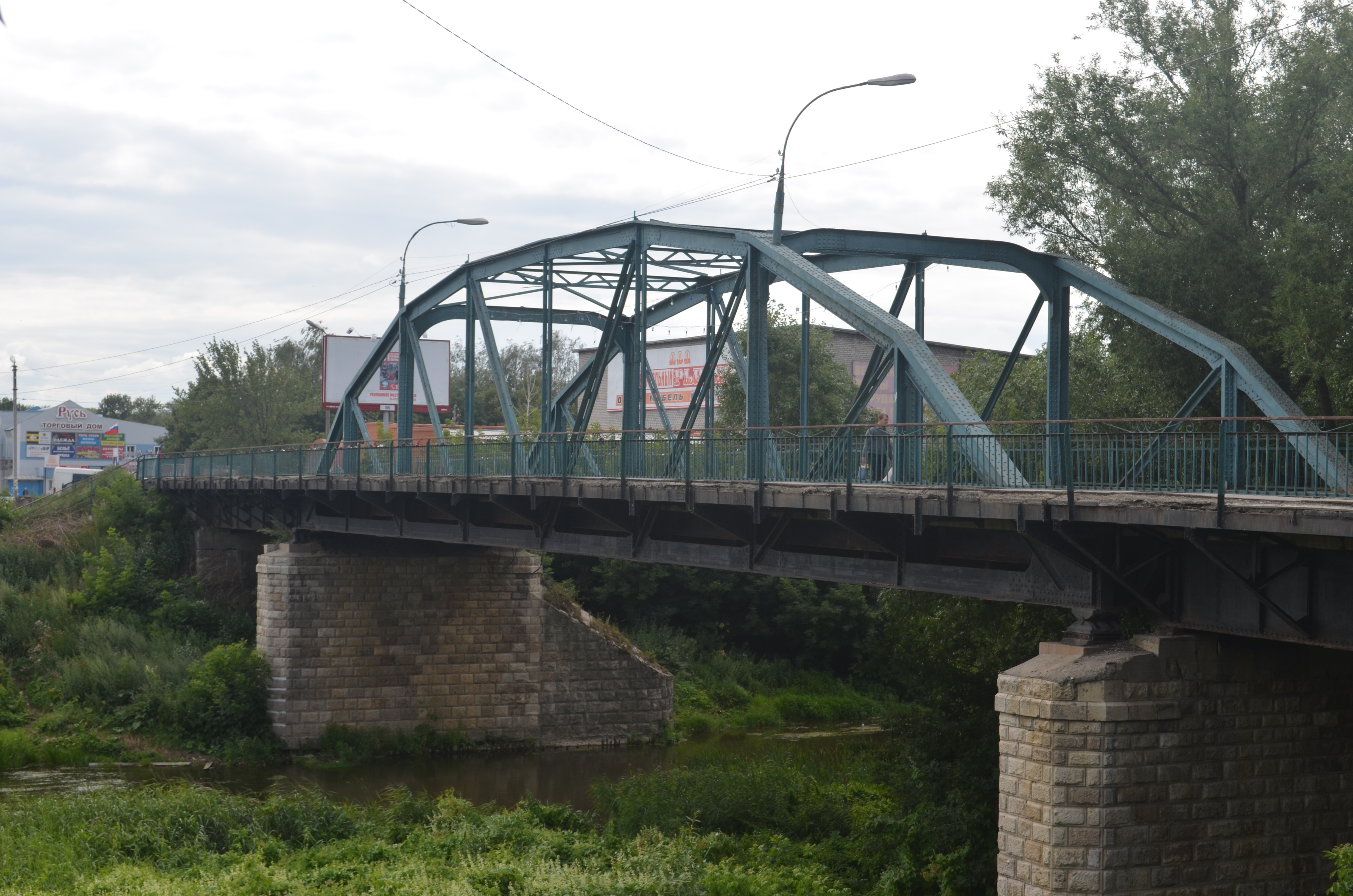
Мост через реку Проню
Клёпаный мост через реку Проню был построен в 1898 году по проекту архитектора Антона Бантле. Его уникальность в том, что он цельный и состоит из крупных металлических частей.
Этот мост сыграл важную роль в ходе Великой Отечественной войны. Когда немцы наступали на Михайлов, именно мост стал для них преградой. До сих пор на нём можно видеть следы боёв 1941 года — тогда снарядами в двух местах была незначительно повреждена железная опора моста.

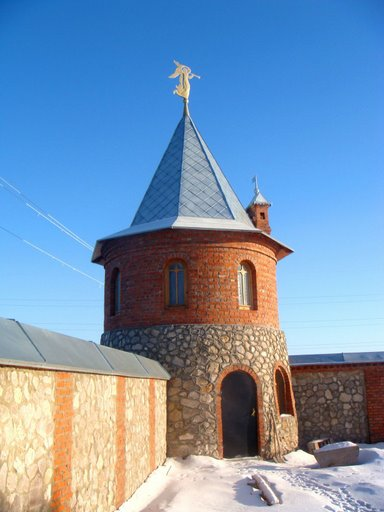

Свято-Покровский женский монастырь
Свято-Покровский женский монастырь был перенесён на нынешнее место в 1819 году. В годы советской власти монастырь был закрыт, а затем ликвидирован. Вновь он был восстановлен в конце XX века.
В настоящее время в монастыре активно ведутся восстановительные работы: воссоздаётся большой монастырский соборный храм с главным престолом в честь Покрова Пресвятой Богородицы, достраивается монастырская ограда, заложен сад. 
Храм в честь Рождества Пресвятой Богородицы

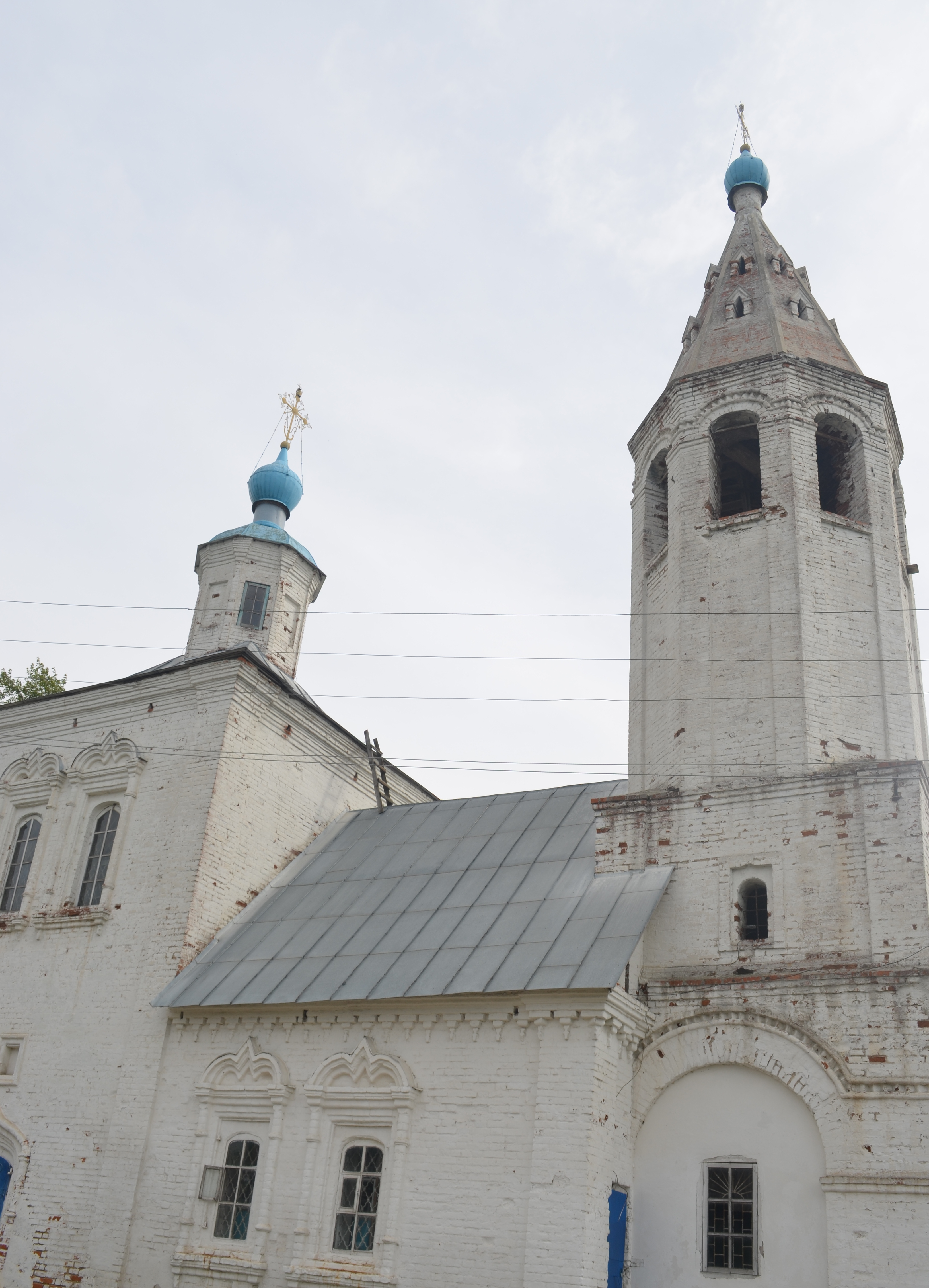

На месте где сейчас находится храм, раньше был Богородицерождественский (Высоцкий) монастырь, который был основан в 1607 году повелением великого князя Василия Ивановича и по благословению архиепископа Рязанского и Муромского Феодорита.
В 1765 году монастырь был упразднён.
Храм был построен в 1761 г. вместо некогда существовавшего там деревянного храма, тщанием канцеляриста П. В. Селезнёва на средства купцов Добрыниных. Церковь стали называть в народе Богородице — монастырской.
Здания церкви и колокольни каменные, в одной связи. Крыши покрыты железом. Церкви принадлежала небольшая деревянная часовня.
Христорождественский храм

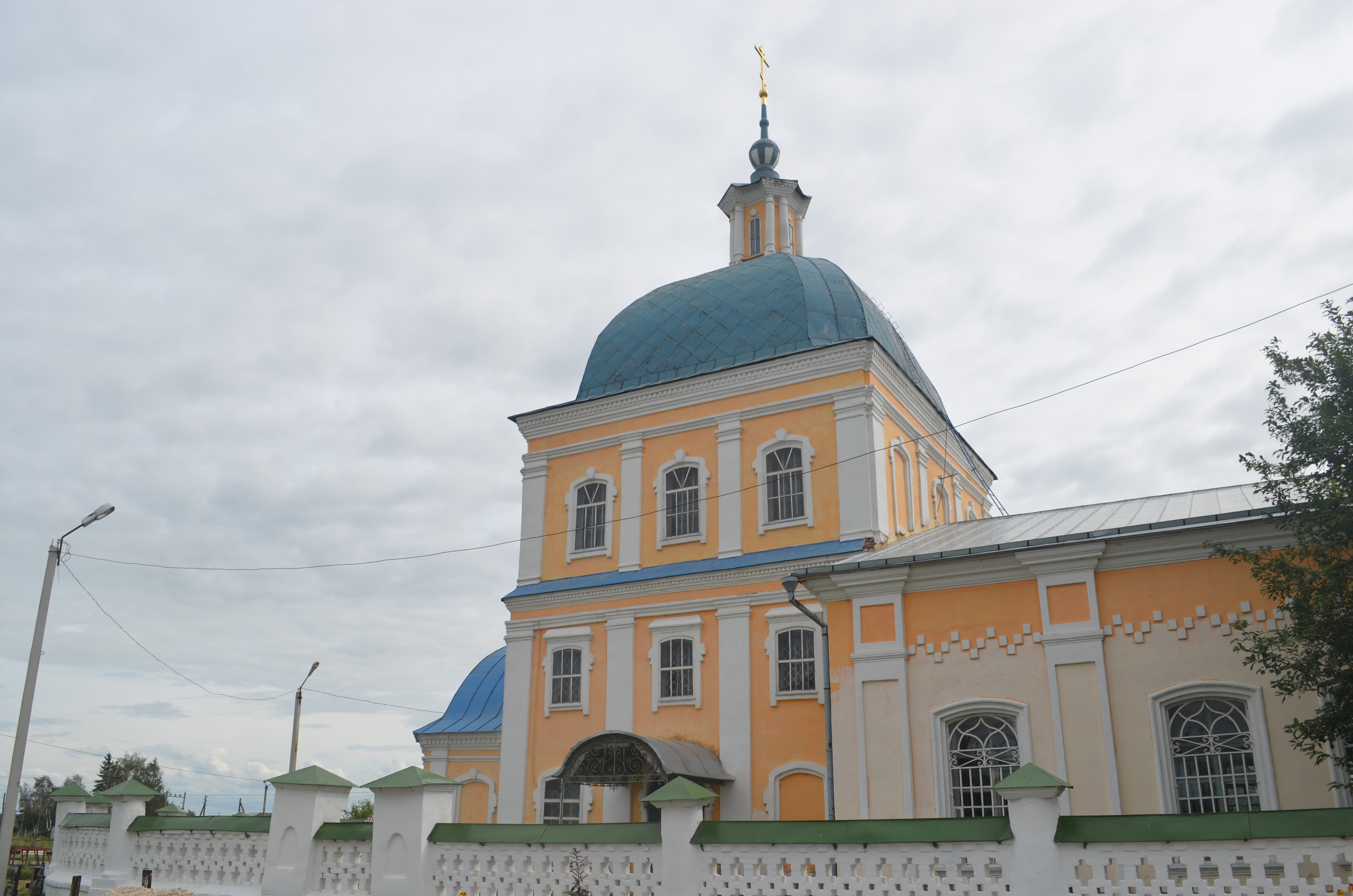

Храм впервые упоминается в описи города Михайлова Мирона Писарева в 1620 году и в окладной книге 1676 года и значится в Казачьей Прудской слободе.
В 1799 году прихожане собора во главе со священником христорождественской церкви Антонием Петровым построили каменную церковь. В 1829 году вокруг церкви была построена каменная ограда. В 1879 году построена придельная церковь во имя Николая Чудотворца.
Земли при церкви было 33,2 га.
Церкви принадлежали — сторожка церковная, примыкающая к колокольне, каменная; церковная кладовая — каменная; церковная школа, находящаяся в деревне Прудские Выселки, одноэтажная, деревянная — крыта железом.
Сведений о закрытии храма в советские годы в архивных документах нет.
Архангельский храм

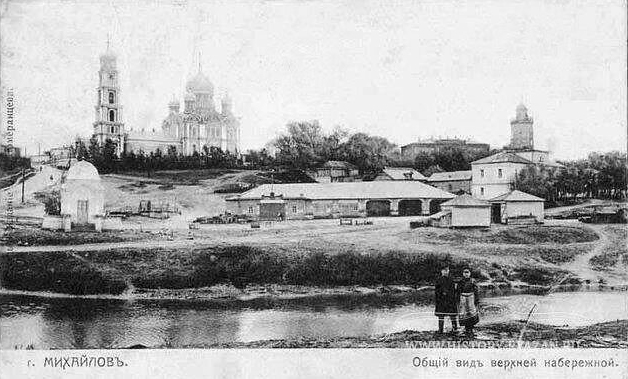

Предположительно основание Архангельского собора относится к 1551 году. Первоначально храм был деревянным. В 1595 году казачьим сотником Плохим Семёновым сыном Мансурова, был построен новый храм, тоже деревянный. Храм, построенный Мансуровым, пришёл в ветхость и был заново перестроен. 8 июля 1677 года на его освящение приезжал преосвященный митрополит Рязанский Иосиф. В 1751 году старый деревянный храм сгорел и на его месте был построен новый каменный храм.
В 1862 году старая церковь была разобрана и начата постройка нового собора в «новой форме по византийскому стилю». Постройка храма была закончена в 1874 году и освящён он архиерейским служением в том же году. При Архангельском соборе существовала придельная церковь, строителем её был местный протоиерей. В основании новая церковь была квадратная, имела пять и глав и ещё одну над приделом. Колокольня была соединена с церковью. Внутри был устроен резной деревянный иконостас. Со временем была построена трапезная часть, и 11 ноября 1914 года Преосвященнейший Димитрий (Сперовский), епископ Рязанский и Зарайский, освятил храм. К собору была приписана часовня, построенная на набережной реки в память мученической кончины государя Александра II.
В 1920 году было принято решение о закрытии соборного храма. «Ощущая сильный кризис в помещениях, вследствие усиленного развития культурно просветительно-пролетарских организаций и целого ряда новых советских учреждений, требующих подходящих помещений здание собора решили использовать под народный пролетарский университет и зал общественного собрания».

Пустующее заброшенное здание на месте храма

В 1940 году храм всё же был закрыт и предназначен под школу. В настоящее время на этом месте расположено пустующее заброшенное здание.
Главной святыней храма была икона Михаила Архангела, найденная на месте построения храма.
Как первое расчищалось место по „становлению церкви“, когда на том самом месте, где назначалось быть алтарю церковному, найден был древнего письма образ Архистратига Михаила, обложенный серебром и ничем не повреждённый. Воеводы, возводившие крепость и храм, немедленно уведомили царя, который через посланных священников повелел образ сей принести в Москву и, встретив его честно вместе с Митрополитом Макарием и совершив приличное празднование, обратно отпустил на место, где был обретён, и где во имя Архистратига Михаила храм сооружён был.
Эта икона упоминается в описании собора в 1624 году. Написана она была на аспидной доске. В 1887 году эту икону описывали так: «Старинный образ святого Архистратига Михаила, обложенный серебро-позлащённою ризою, найденный при основании города в 1551 году…».
Податная изба

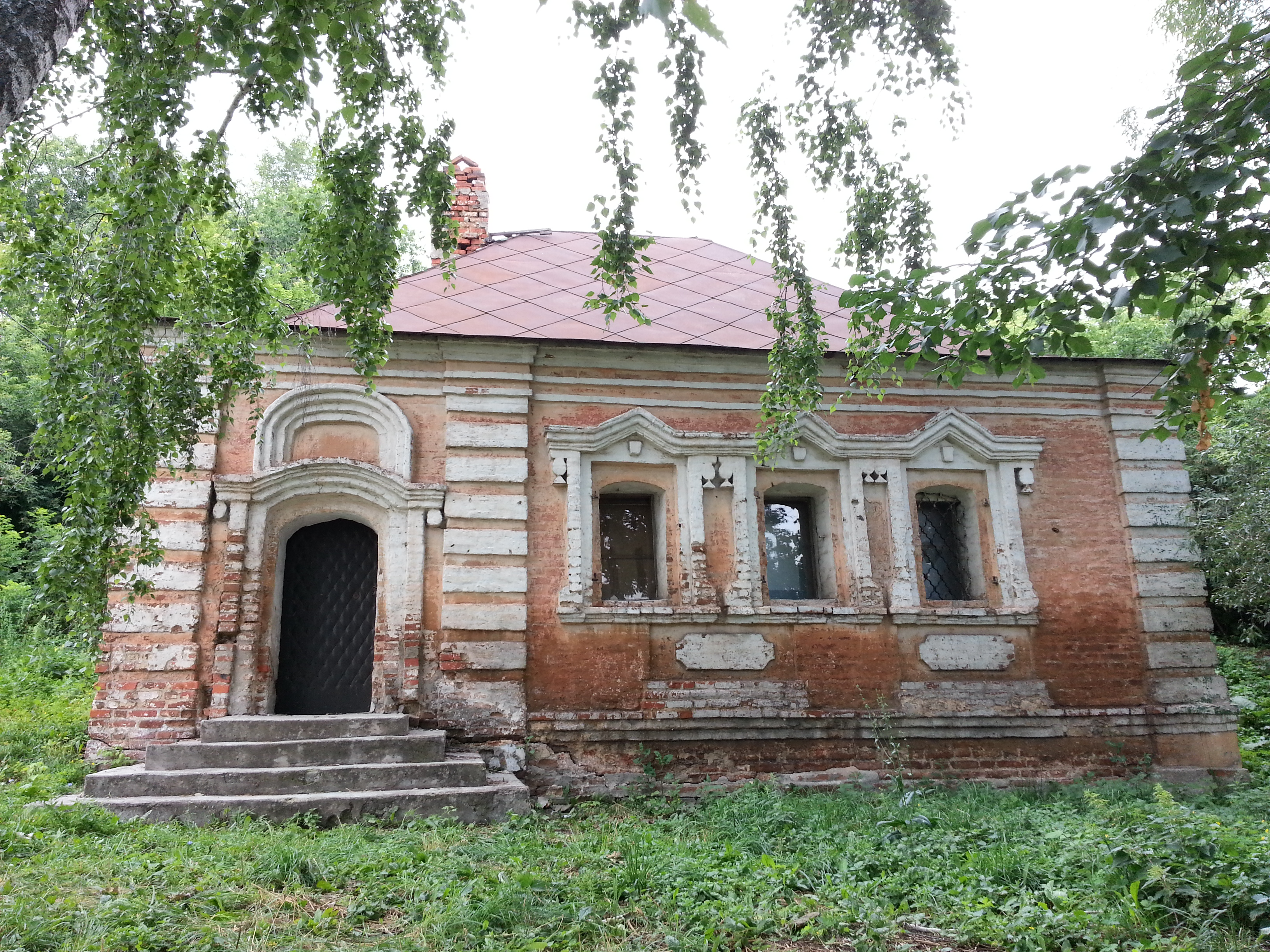
Податная изба — памятник XVIII века федерального значения

«Податная изба» («Дом казначейства») — памятник архитектуры начала XVIII века федерального значения. Это единственный сохранившийся в России памятник данного типа. В данный момент здание находится в аварийном состоянии.
Памятник Архангелу Михаилу
Открытие монумента состоялось в день города, 22 августа 2015 года. Работа принадлежит скульптору Олегу Седову, автору памятника Евпатию Коловрату в Рязани..
Городище «Голубая гора»
Городище «Голубая гора» — памятник культуры XII—XIV вв.

## Физкультура и спорт
6 марта 2010 года в Михайлове состоялась церемония открытия физкультурно-спортивного комплекса «Метеор», в которой приняли участие губернатор Рязанской области Олег Ковалёв и Министр спорта, туризма и молодёжной политики Российской Федерации Виталий Мутко.
Городская футбольная команда — «МКХП» играет во второй группе Первенства Рязанской области.
Воспитанники Михайловской детско-юношеской спортивной школы отделений греко-римской борьбы, легкой атлетики и бокса являются победителями многих всероссийских и международных соревнований.

## Средства массовой информации
5 (18) мая 1917 года в Михайлове вышел первый номер газеты «Известия» Михайловского уездного исполнительного комитета. Тираж газеты составлял всего 600 экземпляров.
В 1919—1922 годах печаталась уездная газета называлась «Красная деревня». В 1926—1929 годах — еженедельная газета «Борона». В 1930-x годах печатается газета «Спартак», которая с 1939 году выходит под названием «Знамя коммунизма».
С 1962 года издаётся газета «Звезда». В настоящее время это газета «Михайловские вести».
Главная телекомпания Михайловского района — «Михайлов-ТВ».
В октябре 2015 года в Михайлове на 105,6 FM начало вещать Радио ВДВ.
С 14 сентября 2022 года в Михайлове на 105,6 FM заменил Радио ВДВ на Радио МИР.
Радиостанции
- 89.0 FM — Like FM
- 91.1 FM — ТКР FM 500 Вт
- 94.3 FM — Радио Пи FM
- 101.2 FM — Русское радио 300 Вт
- 103,8 МГц — Радио Русский Хит 500 Вт
- 104,7 МГц — Радио России / Радио Рязани 500 Вт
- 105,6 МГц — Радио МИР 100 Вт

## Люди, связанные с городом
См. также: Категория:Персоналии:Михайлов
Почётные граждане
См. также: Категория:Почётные граждане Михайлова
Известные уроженцы
См. также: Категория:Родившиеся в Михайлове